# Le Navigateur : Une odyssée médiévale
Pour plus de détails, voir Fiche technique et Distribution.
Le Navigateur : Une odyssée médiévale (The Navigator: A Mediaeval Odyssey) est un film australo-néo-zélandais réalisé par Vincent Ward et sorti en 1988.

## Synopsis
En l'an de grâce 1348, menacés par la peste noire, des villageois du comté Cumbria dans le Angleterre du Nord-Ouest prennent la mer et traversent un portail les menant vers le XXe siècle en Nouvelle-Zélande.

## Fiche technique
- Titre français : Le Navigateur : Une odyssée médiévale
- Titre original : The Navigator: A Mediaeval Odyssey
- Réalisation : Vincent Ward
- Scénario : Geoff Chapple, Kely Lyons et Vincent Ward
- Musique : Davood A. Tabrizi
- Direction artistique : Mike Becroft
- Décors : Sally Campbell
- Costumes : Glenys Jackson
- Photographie : Geoffrey Simpson
- Montage : John Scott
- Pays de production :  Australie,  Nouvelle-Zélande
- Format : Couleurs et noir et blanc - 35 mm - 1.85:1 - son Dolby
- Genre : fantastique, action, aventure, drame
- Durée : 92 minutes
- Dates de sortie[1] :
  - Canada : 16 septembre 1988 (festival de Toronto)
  - Australie : 15 décembre 1988
  - France : N/A
- Classification[2] :
  - Australie : PG
  - États-Unis : PG
  - France : tous publics

## Distribution
- Bruce Lyons : Connor
- Chris Haywood : Arno
- Hamish Gough : Griffin
- Marshall Napier : Searle
- Noel Appleby : Ulf
- Paul Livingston : Martin
- Sarah Peirse : Linnet